# Южная Хань

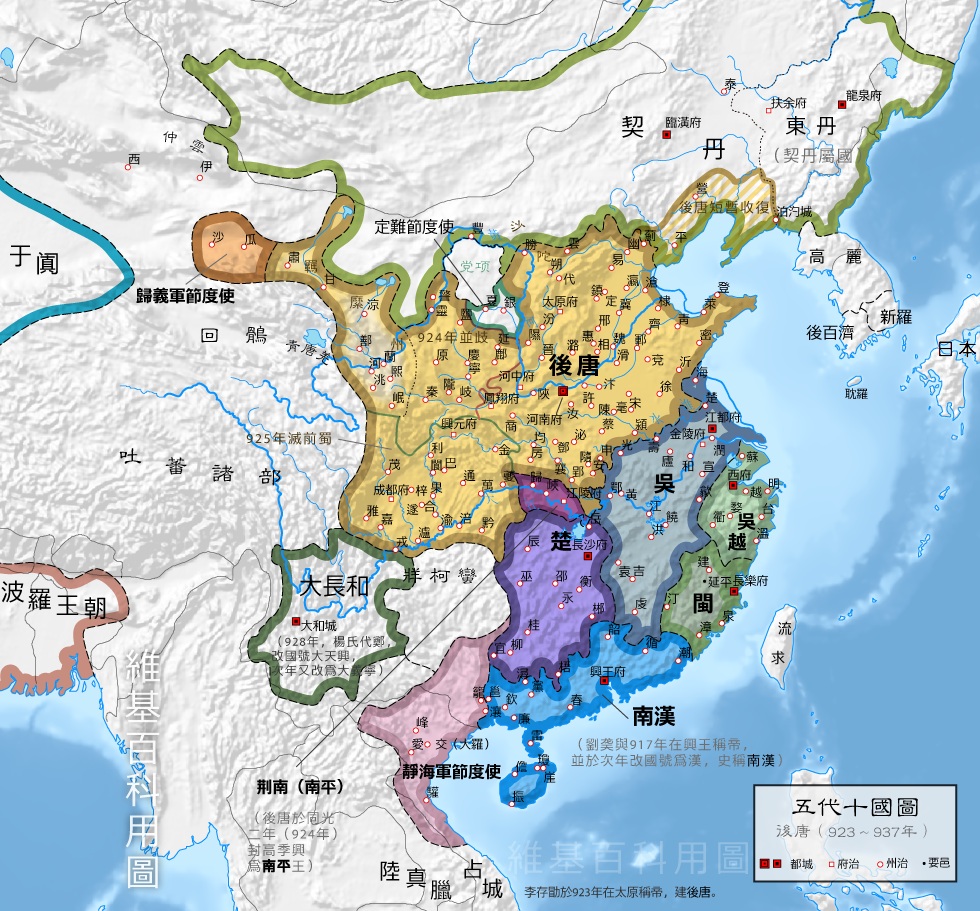
Бирюзовым цветом обозначена территория царства Южная Хань

Южная Хань (кит. трад. 南漢, упр. 南汉, пиньинь Nánhàn) — государство, существовавшее в период Пяти династий (907—960) вдоль южного берега Китая с 917 до 971 года. Столицей царства был город Паньюй. Это современный город Гуанчжоу.

## История
В 917 году Лю Янь объявил себя основателем нового государства «Великий Вьет» (вьетн. Đại Việt, Дайвьет; кит. 大越, Да Юэ), годом позже переименованного в «Великую Хань» (кит. 大漢). Лю Янь считал себя потомком династии Хань, так как фамилия Лю ведёт своё происхождение от этой династии. В китайской истории это государство известно как Южная Хань.
Южная Хань со столицей в Паньюе располагалась вдоль береговых линий современных Гуандуна, Гуанси, Ханоя и острова Хайнань. Южная Хань соседствовала не только с китайскими царствами Минь, Чу и Южная Тан, но и с некитайскими царствами Дали и Чампа. Южная Тан занял всю северную границу после того, как Минь и Чу были захвачены в 945 и 951 годах соответственно.
Южная Хань стала единственным китайским царством, использовавшим боевых слонов, однако они оказались неприменимы против массивной арбалетной атаки, использованной Сун. 